# Olibrus latisternus
Olibrus latisternus là một loài bọ cánh cứng trong họ Phalacridae. Loài này được Guillebeau in Grouvelle & Guillebeau miêu tả khoa học năm 1894.